# ساردانيولا ديل فاليس

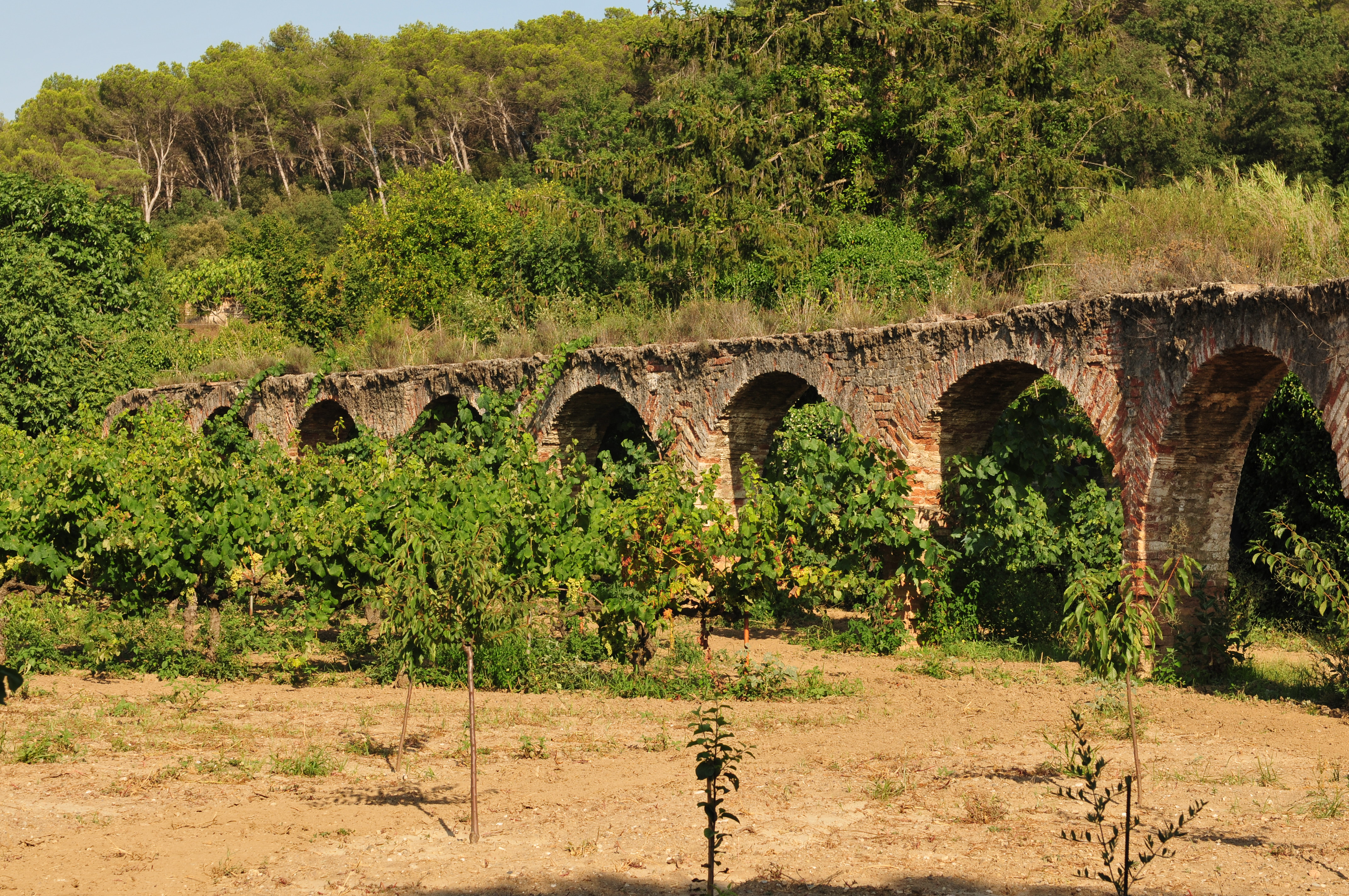
Cerdanyola del Vallès

بلدية سيردانيْولا ديل باليس (بالكاتالانية: Cerdanyola del Vallès) هي إحدى بلديات مقاطعة برشلونة، والتي تقع في منطقة كاتالونيا، شرق إسبانيا.
يبلغ عدد سكانها 57.758 نسمة وفقاً لإحصائية سنة (2007).

## توأمة
لساردانيولا ديل فاليس اتفاقيات توأمة مع:
- كولينيو

## معرض الصور

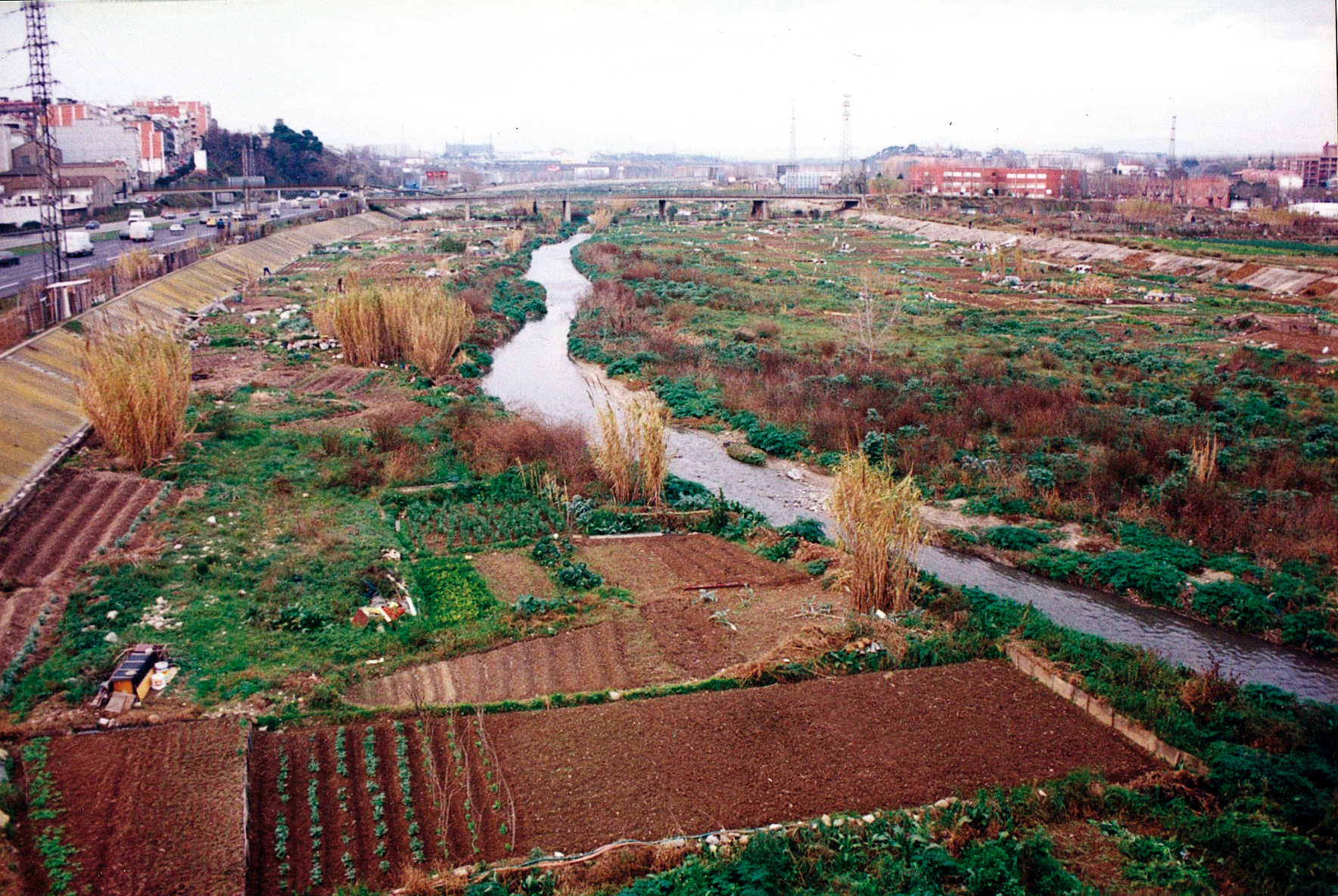
riu Ripoll
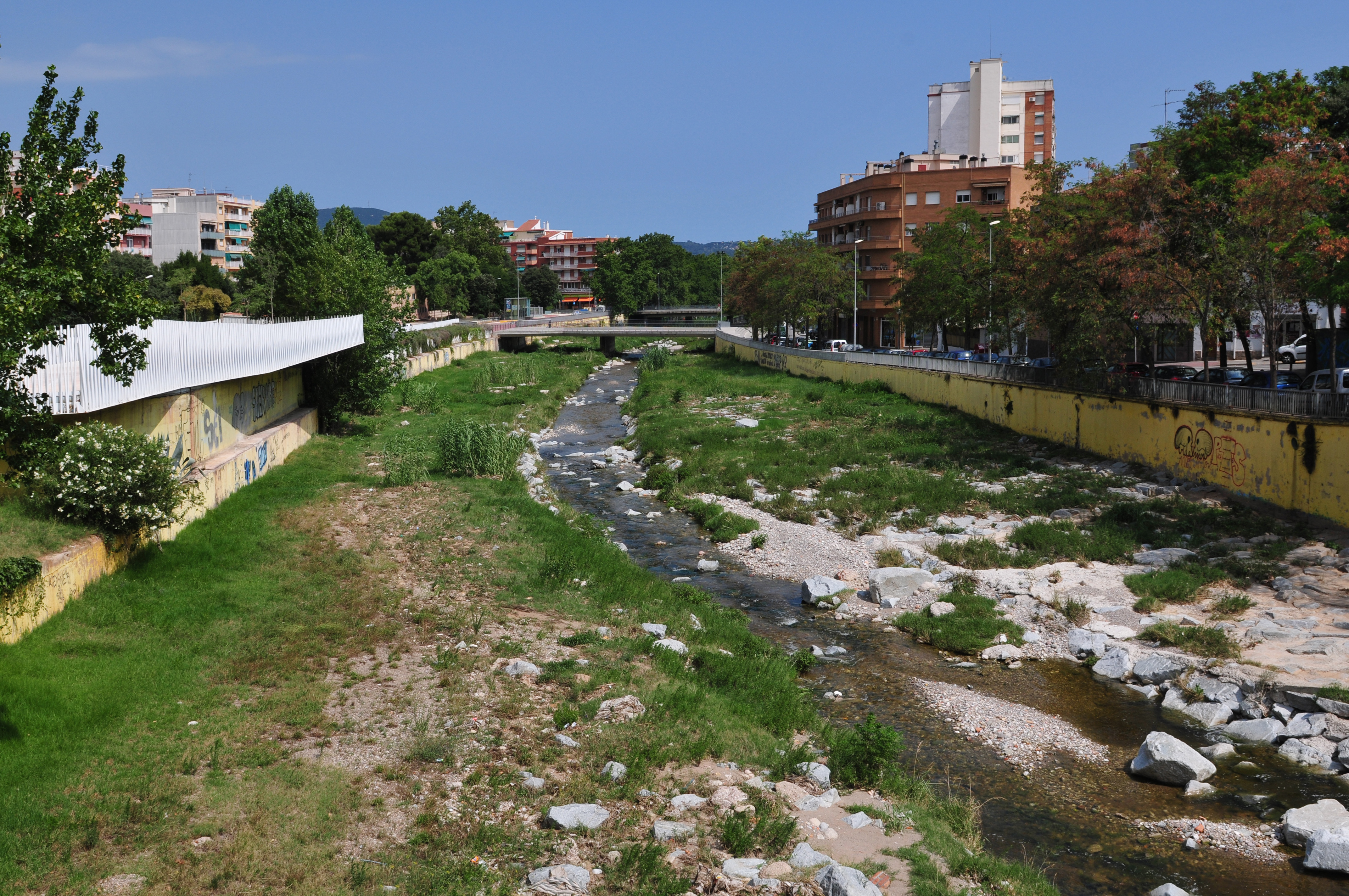
riu Sec
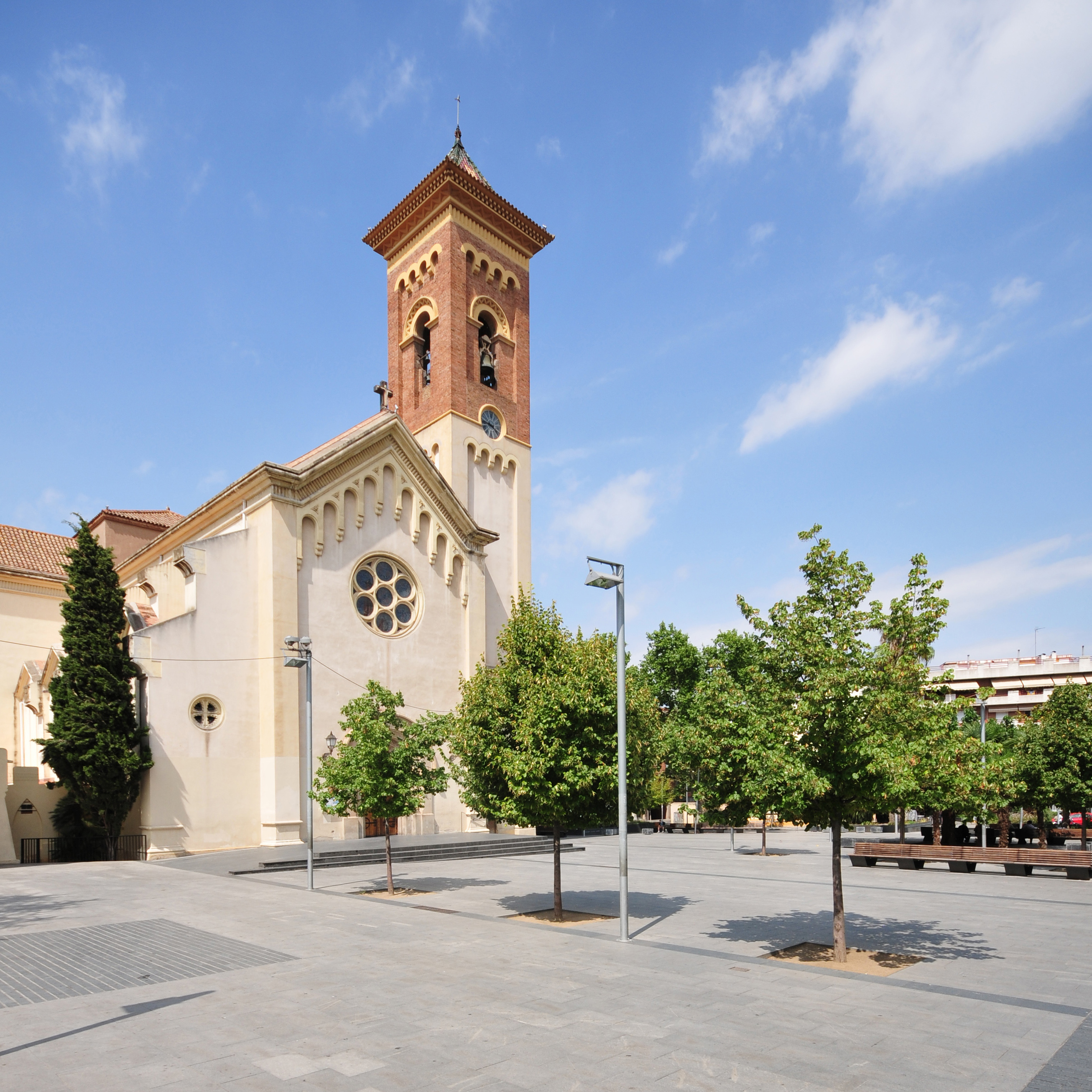
Plaça Joan Pau II
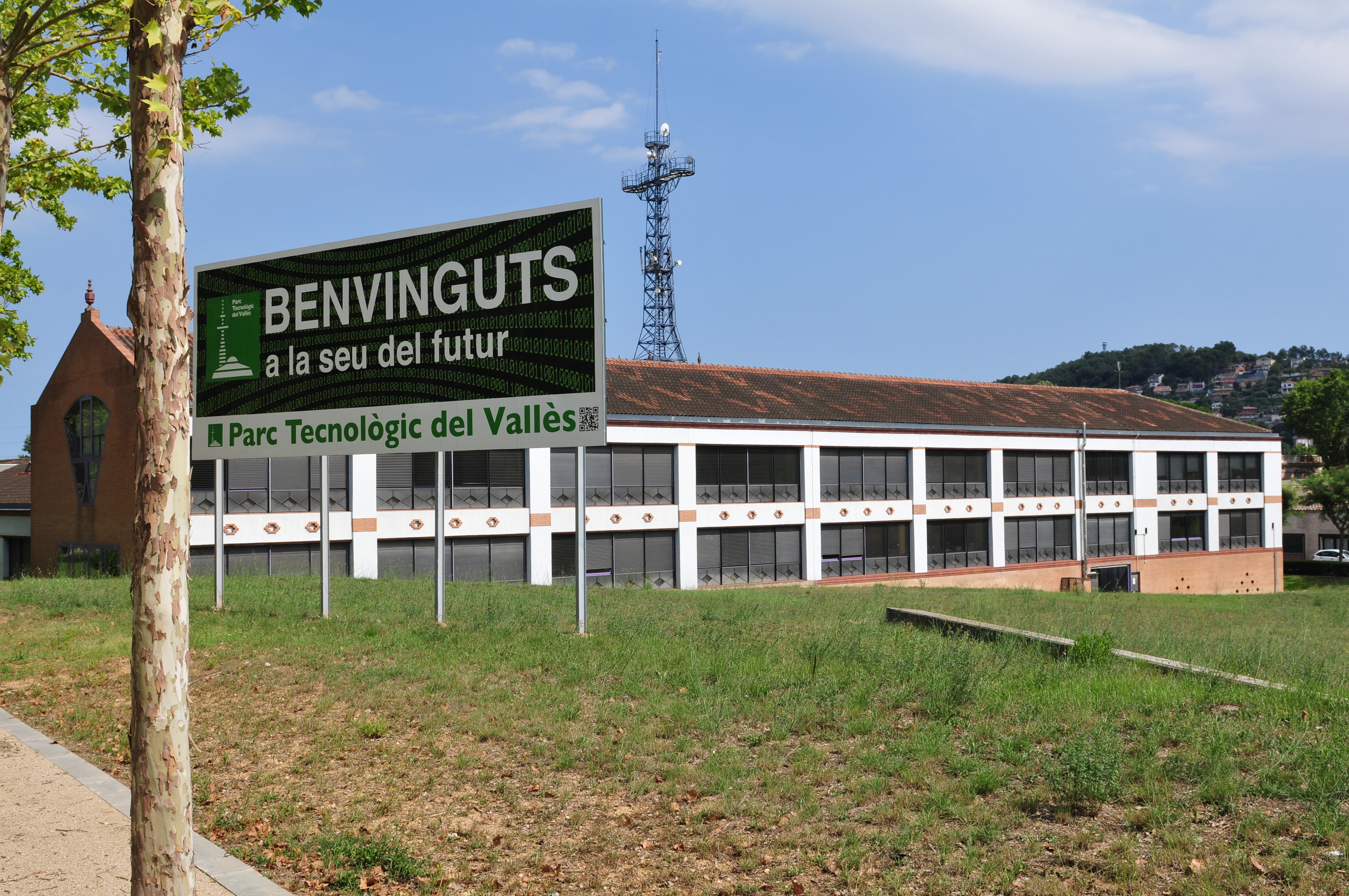
Parc Tecnològic del Vallès
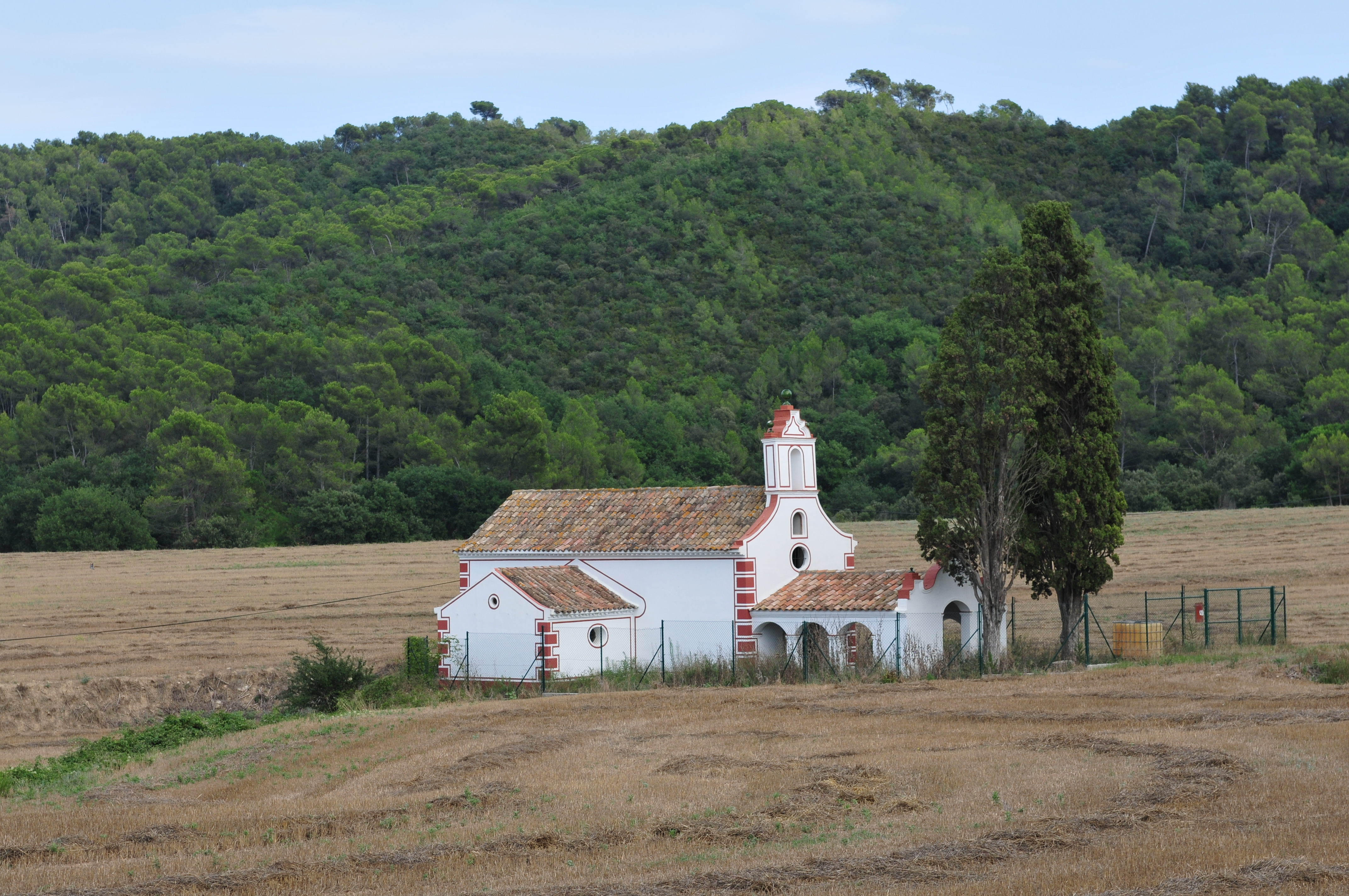
Ermita de Santa Maria de les Feixes

## أعلام
- غارسيا غارسيا
- أوسكار لوبيز